# Johann Stieger
Johann Stieger (30. listopadu 1808 Bolzano – 21. ledna 1884 Klagenfurt) byl rakouský právník a politik německé národnosti, v 2. polovině 19. století poslanec Říšské rady a zemský hejtman Korutan.

## Biografie
Od roku 1825 studoval filozofii na lyceu v Innsbrucku a na Innsbrucké univerzitě. Pak od roku 1827 studoval práva na univerzitě ve Štýrském Hradci, přičemž studia završil na Innsbrucké univerzitě. roku 1832 získal titul doktora práv. V roce 1837 se stal advokátem v Innsbrucku, od roku 1839 vykonával profesi advokáta ve Vöcklabrucku, od roku 1841 v Klagenfurtu. Během revolučního roku 1848 se angažoval politicky. V roce 1848 byl zvolen do celoněmeckého Frankfurtského parlamentu, kde zasedal jako nezařazený poslanec. Od roku 1849 byl státním prokurátorem pro tiskové otázky u klagenfurtského zemského soudu. Od roku 1851 působil jako člen stálého výboru advokátní komory (od roku 1867 jejím prezidentem). V letech 1855–1866 zasedal v obecní radě v Klagenfurtu.
Po obnovení ústavní vlády se opět zapojil do politiky. Od roku 1861 byl poslancem Korutanského zemského sněmu. Zemský sněm ho roku 1861 delegoval i do Říšské rady (tehdy ještě volené nepřímo) za Korutany (kurie městskou, obvod Klagenfurt). K roku 1861 se uvádí jako advokát, bytem v Klagenfurtu. V Říšské radě patřil k německým liberálům (takzvaná Ústavní strana, liberálně a centralisticky orientovaná, odmítající federalistické aspirace neněmeckých etnik). Profiloval se jako odborník na ústavní otázky a tematiku obecní samosprávy.
V letech 1867–1879 zasedal ve státním soudním dvoře. V září 1876 byl zvolen za zemského hejtmana Korutan. Funkci zastával do své smrti roku 1884, ale v posledních letech ho kvůli zdravotnímu stavu fakticky zastupoval Gabriel von Jessernig.
Jeho bratr Josef Valentin Stieger byl rovněž politikem a poslancem Říšské rady.